# Rejon sachnowszczyński
Rejon sachnowszczyński (ukr. Сахновщинський район) – dawna jednostka administracyjna wchodząca w skład obwodu charkowskiego Ukrainy.
Utworzony w 1923, miał powierzchnię 1170 km² i liczył 20,3 tys. mieszkańców. Siedzibą władz rejonowych byłaSachnowszczyna.
Na terenie rejonu znajdowały się 1 osiedlowa rada i 15 silskich rad, liczących w sumie 63 wsie.
Zlikwidowany 19 lipca 2020 roku w ramach reformy administracyjnej. Jego ziemie weszły w skład nowego rejonu berestyńskiego (do 2024 roku zwanego krasnohradzkim).